# Сулейман Бакиргані
Сулейман Бакиргані (Сулейман-Ата, Хакім-Ходжа) (1091–1186) — тюркський святий, легендарний суфійський шейх, поширювач ісламу в Середній Азії. Найвидатніший з учнів Ходжі Ахмеда Ясаві, 4-й халіф (намісник) тарікату Ясавія.
Його вважають автором твору «Ахир заман Кітабі», ісламської версії Апокаліпсису. Під ім'ям Хакім-Ата виступає популярним персонажем тюркської міфології.

## Біографія
Достовірної біографії Бакиргані не існує. Основними джерелами інформації виступають анонімне Рісале (повчання) «Хакім-Ата Кітаби», яке 1898 року опублікував К. Г. Залеман під назвою «Легенда про Хакім-Ату», а також життєпис шейха з твору 1503 року «Рашахат 'айн аль-хаят» (Краплі з джерела вічного життя) Фахр ад-Діна Алі бін Хусейна Ваіза Кашіфі (1463–1531).
У 15 років Сулейман став мюридом Ходжі Ахмада Ясаві. Після одного випадку до юного Сулеймана з'явився дух Хизр і повелів узяти ім'я Хакім Сулейман (мудрий Сулейман). Відтоді Сулейман набув здатності складати Хікмати, подібно до свого вчителя.
Якось Ахмад Ясаві випробував 99000 своїх учнів за допомогою вдаваного порушення чистоти під час молитви. Повністю пройшов випробування лише Сулейман. Шежере туркменів-атинців, яке виявив В. М. Басилов, називає Бакиргані «Полюсом Полюсів», що означає вищу категорію суфійських святих.
Нісба Сулеймана походить від назви поселення Бакирган у Хорезмі, засновником якого він був. Заснування поселення було пов'язане з виконанням доручення Ахмеда Ясаві, який для поширення ісламу розсилав своїх учнів у різні сторони світу. Верблюд повів Сулеймана «в бік заходу від міста Хорезма» (Ургенча) і зупинився в місцевості Бінава-Аркас на заповідному лузі правителя Караханідської держави Ібрахіма II Богра-хана. Хан зрадів появі учня знаменитого Ахмеда Ясаві, видав за Сулеймана свою дочку на ім'я Анбар-Ана (Ганбарі, Амбар-Ана, Амбар-Бібі, Анвар-Бегім), наділив його землею, подарував худобу і сам, з багатьма наближеними, став його мюридом.
Дж. Г. Беннетт стверджує, що Хакім-Ата проповідував серед поволзьких тюрків, і його школа створила відділення на узбережжі Каспійського моря.
Сулейман і Анбар-Ана мали трьох синів: Мухаммеда, Асгара і Хуббі. Найбільш талановитим виявився Хуббі-Ходжа (Султан-Епе), якому вдалося навіть на певний час перемістити Каабу до Бакиргана. Батько позаздрив здібностям сина, а Хуббі образився і залишив рідну домівку. У відповідь Аллах наклав на Сулеймана прокляття, згідно з яким після смерті могила Бакиргані 40 років буде перебувати під водою. Прокляття реалізувалося, Бакирган на 40 років затопило водою, а потім місце його перебування вже ніхто не пам'ятав. Вчені пов'язують легенду про затоплення могили зі зміною русла Амудар'ї внаслідок руйнування монголами гребель у 1221 році.

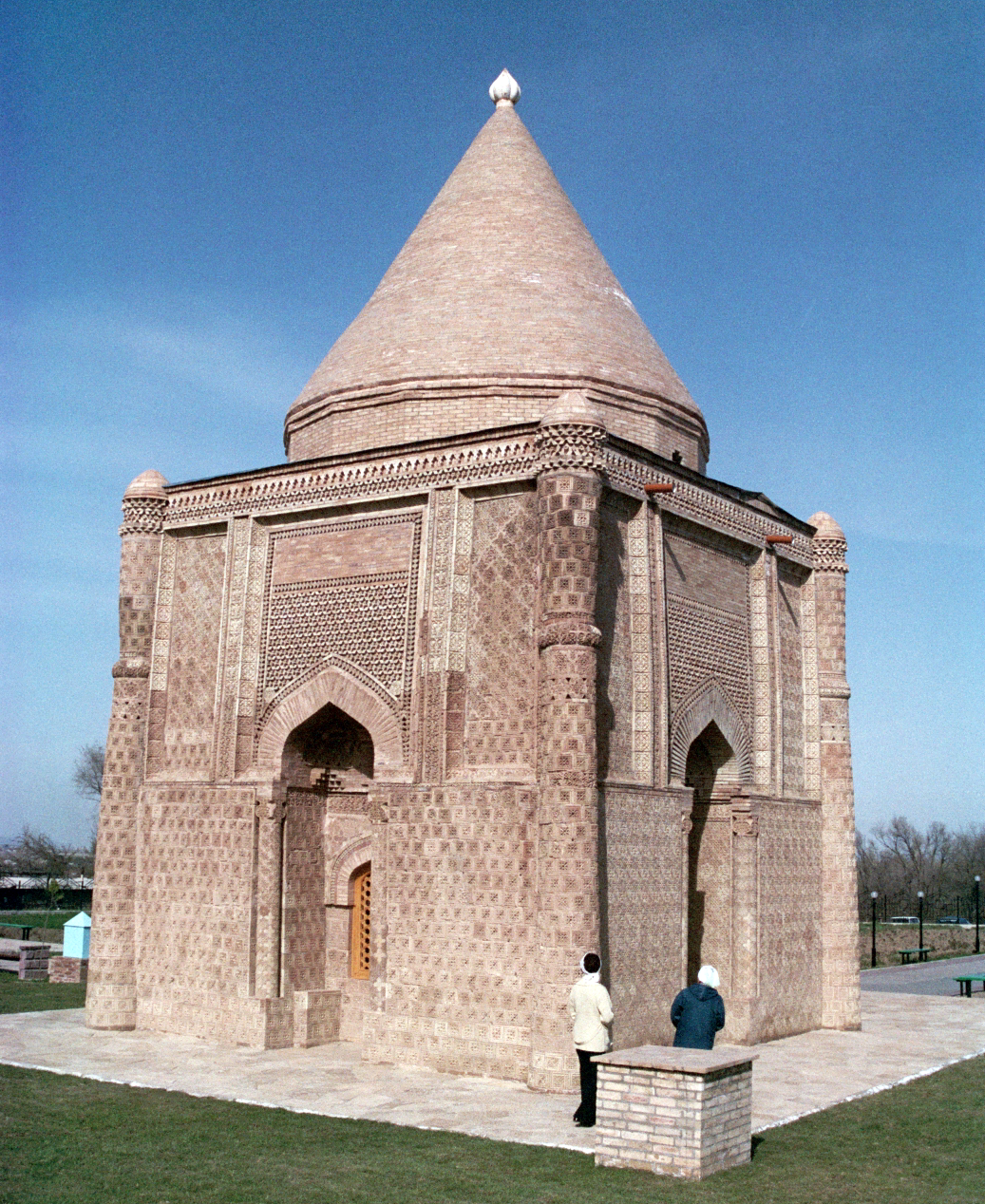
Мавзолей дочки Бакиргані

Після смерті Сулеймана його вдова вийшла заміж за 5-го халіфа тарікату Ясавія Зангі-Ату, мавзолей Анбар-Ани розташований на південний захід від мавзолею Зангі-Ати під Ташкентом. За переказами, Сулейман мав також дочку Айшу-Бібі, її мавзолей розташований неподалік від Тараза.

## Проблема місця поховання
Проблема місця поховання шейха пов'язана з проблемою місця розташування Бакиргана. І те, і інше невідомо. Джерела стверджують, що Сеїд-Ата, якому приписують навернення в іслам золотоординського хана Узбека, був хранителем мазара Хакім-Ати в Хорезмі. Академік  В. В. Бартольді придбав 1902 року в Туркестанському краї тюркський рукопис 1543 року, що містив життєпис якогось шейха, якому в тому числі

випадало відвідувати і місцевості на захід від Ургенча, такі як місто Візир і степ Бакирган, який лежав за три дні шляху від міста Хорезма (Ургенч) і де були могили шейхів Хакім-Ати, Сеїд-Ати та Хуббі-Ходжі.

При цьому про Сеїд-Ату відомо, що він похований в Аралі поблизу Амудар'ї. Ал-Кашіф на початку XVI століття теж визначає Бакиргані в Хорезмі, за часів Абулгазі (1603–1664) в низов'ї Амудар'ї було урочище Бакирган-Ата. Угорський вчений Арміній Вамбері в опублікованій 1864 року роботі «Подорож по Середній Азії» згадує про Хакім-Ату неподалік від Кунграда в бік Аральського моря. Нині вважають, що поховання Сулеймана Бакиргані розташоване біля Муйнака в гирлі Амудар'ї; в Муйнацькому районі є сільський сход Хакім-Ата.
Інша версія за подачі П. А. Комарова вказує на мазар Ходжа-Бакирган поблизу Ходжента на річці Ходжа-Бакирган-Сай, лівій притоці Сирдар'ї. Киргизький професор Анварбек Мокеев вважає, що топонім пов'язаний з ім'ям Сулеймана Бакиргані, тобто шейх мав якийсь стосунок до цього місця.
Знаменитий казанський тюрколог М. Ф. Катанов вказував на якийсь Бака-Курган поблизу Яси (сучасне казахське місто Туркестан, де була школа Ясаві) . Цій версії підіграє легенда про те, як купець Джелал ад-Дін Ходжа виявив могилу шейха: під час перебування в Ясі купцеві уві сні з'явився Бакиргані і повідомив, де шукати поховання.
Нарешті, місцем поховання Хакім-Ати вважають Баїшевську астану у Вагайському районі Тюменської області. Поруч з астаною розташована могила якогось Чалялетдіна-хучі (що нагадує про середньоазіатський сюжет з Джелал ад-Діном Ходжою), там само розташовані могили дружини святого Амбар-Ани і сина Хуппі-Хучі.

## Твори
Твори Бакиргані вперше вийшли 1846 року в Казані чагатайською мовою: «Ахир заман Кітабі» (Книга про кінець світу) і «Бакирган Кітабі» (Книга Бакиргана). Перша зі згаданих книг (інша її назва «таки гаджаб») викладає ісламську версію Апокаліпсису і приходу Даджаля, її в 1897 році переклав на російську мову протоієрей Євфимій Малов.
«Бакирган Кітабі» являє собою антологію, яка поряд з творами Хакім-Ати включала також твори Ахмада Ясаві, Насімі, Факірі, Кул Шаріфа та інших тюрко-татарських поетів середньовіччя. Її використовували в татарських мектебах як навчальний посібник.
Ще відома поема Бакиргані «Хазрат Маріам Кітабі» (Сказання про святу Маріам), присвячена останнім дням Діви Марії. 1895 року С. М. Матвєєв опублікував російський переклад поеми в «Известиях общества археологии, истории и этнографии при Императорском Казанском университете».
2008 року в Алма-Аті у складі 7 тому видання «Літературні пам'ятники» казахською мовою вперше вийшла порівняно повна збірка Бакиргані.

## Шанування
У Поволжі фігура Бакиргані за ступенем популярності затьмарила його вчителя Ахмеда Ясаві. 1899 року в типо-літографії Казанського університету опубліковано лірико-епічну поему «Сказання про Хуббі-Ходжу» (Киссе-і Хуббі-ходжа), яку приписують поетові XVI століття Кул Шаріфу. Головними героями поеми виступають Хакім-Ата і його сім'я. Мотиви поезії Бакиргані знайшли віддзеркалення у творчості башкирських поетів-суфіїв XIX століття (Ш. Закі, А. Каргали, М. Кутуш-кипсакі, Х. С. Саліхова та ін.).
У сибірському ісламі Хакім-Ата виступає центральною культовою фігурою, поклоніння йому фіксує ще академік Г. Ф. Міллер у 1734 році. Відвідування Баїшевської Астани (за одними джерелами семиразове, за іншими навіть одноразове) рівносильне здійсненню хаджу до Мекки.
За повідомленням М. Ф. Катанова (1894), у Східному Туркестані популярність поета набула особливої форми: мусульман, які нехтували відвідуванням мечеті, сікли гарапником під повчальні вірші Хакім-Ати.

### Список творів
- Матвєєв С. М. Мухаммеданська розповідь про Св. Діву Марію. — Казань : Типо-лит. Имп. Университета, 1895. — Т. XIII, вып. 1. — С. 19-34.(рос.)
- Мухаммеданське вчення про кінець світу = Ахир заман кітабі / Пер. Є. О. Малова. — Казань : Типо-Лит. Имп. Ун-та, 1897. — 96, IV с.(рос.)
- Әдеби жәдігерлер. — Алма-Ата : Таймас, 2008. — Т. 7. Сүлеймен Бақырғани. Ақырзаман. — 408 с. — ISBN 9965-806-94-2.